# Municipalità di Mosman
La municipalità di Mosman è una local government area che si trova nel Nuovo Galles del Sud. Si estende su una superficie di 9 chilometri quadrati e ha una popolazione di 29.232 abitanti. La sede del consiglio si trova a Mosman.